# لاك ألفرد (كيبك)
لاك ألفرد (بالإنجليزية: Lac-Alfred, Quebec)‏ هي unorganized area of Canada تقع في كندا في لا ماتابيديا.  يقدر عدد سكانها بـ 0 نسمة ومساحتها 76.40 كم2 .